# Јово Чулић
Јово Чулић (Гламоч, 8. март 1967) српски је књижевник. Пише углавном за дјецу.

## Биографија
У Гламочу је завршио основну и средњу језичко-преводилачку школу. Школовање наставља у Београду и Новом Саду. По занимању је струковни економиста, а стекао је и диплому струковног инжењера електротехнике и рачунарства.
Поред пјесама и прича за дјецу пише и објављује афоризме, приче и пјесме за одрасле. Написао је сценарио за играни филм кратког метра „Последња жеља” за Радио-телевизију Војводине. Према књизи Јунак  у трегерима урађена је истоимена представа за дјецу која се налази на репертоару Дјечијег позоришта РС.
Члан је Удружења књижевника РС. Пјесме су му превођене на енглески, руски, словеначки, македонски, мађарски, њемачки, француски, италијански и бугарски језик. Заступљен је у читанкама, лектири, разним антологијама, панорамама и енциклопедијама. Пјесме су му компоноване, извођене на разним фестивалима и снимане на носаче звукова.
Као представник БиХ номинован је 2013. за највећу свјетску награду за дјечију књижевност „Астрид Линдгрен”, коју додјељује Национални савјет за културу Шведске.

## Лични живот
Ожењен је. Отац је Кристине, Александре и Филипа. Од 1995. године живи и ради у Бањалуци.

## Награде
- Награда „Драгомир Ђорђевић", Фестивалу песника за децу „Булка“ (2008).
- Награда „Станко Ракита" за  најбољу књигу за дјецу и омладину „Првак у хватању зјала" (2013).
- Награда „Благодарница" Фестивала за дјецу и омладину у Источном  Сарајеву за пјесничко стваралаштво,  заједно са Бором Капетановићем (2016).
- Награда „Доситејево перо“ за збирку пјесама „Задња пошта Мадагаскар“(2018).
- Награда „Сребрно Плањаксово перо“ за најбољу причу за дјецу и омладину (2018).
- Награда „Принц дјечијег царства“ Међународног фестивала за дјецу „Дјечије царство”, Бањалука (2019).
- Награда „Златно Гашино перо“  за допринос ведром духу детињства  (2021).
- Награда „Насиха Капиџић Хаџић-Везени мост“ за опус и домете у књижевности за дјецу (2021).
- Награда „Сунчани сат“ за књижевно дело и подстицај литерарног стваралаштва младих (2022).
- Награда „Сребрно Гашино перо“ Међународног фестивала хумора за децу Лазаревац за најдуховитију књигу "Што се тиче самог лета" (2022).
- Повеља за књижевну афирмацију историјских вредности,  којом је постао почасни грађанин царског града Сирмиума (2022).
- Награда "Момчило Тешић" за 2022. годину, за књигу "Јунак у трегерима".

## Дјела
- „Миран као препариран“– Арт принт, Бањалука 2003. прво и 2004. друго издање.
- „Тако стоје ствари“ – Арт принт, Бањалука 2005.
- „Ако се нађеш“ – шашаве песме за шашаву децу, Арт принт, Бањалука 2009.
- „Руку под руку кроз бројеве и азбуку“ – Арт принт, Бањалука 2011.
- „Првак у хватању зјала“ – Арт принт, Бањалука 2013.
- „Задња пошта Мадагаскар“ – УКРС, Бањалука 2018.
- „Десет дечијих заповести“ – српско-енглеско издање, Мудро слово, Бањалука 2020.
- „Јунак у трегерима“ – Мудро слово, Бањалука 2021.
- „Што се тиче самог лета“ – Мудро слово „ Бањалука 2022.
- "Несташан и сташан" – Библиотека Димитрије Туцовић, Међународни фестивал хумора за децу Лазаревац, 2022.
- "Несташан и сташан" – Мудро слово,  Бањалука 2022.
- "Јунак у трегерима" – Завод за уџбенике и наставна средства РС, Источно Сарајево, 2023.
- "Књига за уживање" – Мудро слово,  Бањалука 2022.
- „Десет дечијих заповести“ – српско-њемачко издање, Мудро слово, Бањалука 2024.